# Kartografie Praha
Kartografie PRAHA, a.s. je české nakladatelství zabývající se především vydáváním map a atlasů.

## Historie
Podnik vznikl pod názvem Kartografický a reprodukční ústav na základě vládního nařízení č. 1/1954 Sb. jako organizace rezortu Ústřední správy geodézie a kartografie pro kartografické činnosti při zpracování a tisku map pro potřeby státního hospodářství, škol i veřejnosti. V důsledku společenských změn před rokem 1968 byl ústav rozdělen na dvě státní organizace: Kartografické nakladatelství a Kartografii Praha, které byly v roce 1969 zpětně sloučeny do firmy Kartografie Praha n.p. V osmdesátých letech se stala součástí Geodetického a kartografického podniku.
V roce 1990 byl Českým úřadem geodetickým a kartografickým založen podnik Kartografie Praha, státní podnik, který byl k 30. dubnu 1992 zrušen. Jeho nástupcem se stala společnost Kartografie PRAHA, a.s., která vznikla zápisem do obchodního rejstříku 4. května 1992 a jeho majitelem byl Fond národního majetku České republiky. Po postupných vlastnických změnách je od 4. února 2008 jediným akcionářem firmy František Talián, který je od roku 2002 předsedou představenstva společnosti.